# Le Sadique Baron Von Klaus
Pour plus de détails, voir Fiche technique et Distribution.

Le Sadique Baron Von Klaus (La mano de un hombre muerto) est un film d'épouvante espagnol réalisé par Jesús Franco (crédité comme Jess Frank), sorti en 1962. 

## Synopsis
En Suisse, la famille von Klauss serait hantée par une malédiction ancestrale. La baronne von Klaus se meurt en présence de son frère Max, de son fils Ludwig et de la fiancée de ce dernier. Elle dévoile à Ludwig un terrible secret de famille : le village de Holffen a été le théâtre de crimes atroces perpétrés cinquante ans plus tôt par le baron von Klaus et son fantôme continuerait à violer puis tuer des jeunes filles. Elle lui transmet également une clé ouvrant une cave secrète. Le jeune baron s'y rend , l'ouvre et y découvre une salle de torture et un curieux manuscrit, les mémoires de son aïeul qui n'est d'autre qu'un grimoire d'initiation au sadisme. 
Au même moment, des jeunes femmes sont victimes d'un tueur sadique. Refusant de croire à la légende entourant le spectre du baron von Klaus, l'inspecteur Borowsky enquête sur les crimes, plus ou moins épaulé par un ami journaliste, Karl Steiner. Une nuit, un meurtre a lieu dans le grand hôtel de la ville, le personnel est interrogé mais un résident a disparu alors qu'il était présent au moment du crime. Sa description donnée par les témoins est assez vague, mais quelqu'un l'a vu tenir à la main un pommeau caractéristique dont le haut figure  une tête de mort. Le journaliste qui a des soupçons sur la famille von Klaus, contrairement à Borowsky, réussit à s'introduire dans leur manoir et retrouve l'objet dans les mains de Max von Klaus. Ce dernier est arrêté par la police puis emprisonné. Le soir, Lida, l'aubergiste du village, se rend au commissariat et innocente Max en avouant qu'elle est sa maîtresse et qu'ils ont eu un rendez-vous adultère lors du crime. En sortant du commissariat, Margaret est attaquée par un inconnu,  elle se débat et l'agresseur est poursuivi par les consommateurs du café, mais celui-ci les sème à l'intérieur d'un cimetière où il disparaît.
Plus tard, Margaret, la serveuse de l'auberge, se rend à un rendez-vous secret où elle retrouve son amant Ludwig. Mais ce dernier la chloroforme, l'entraîne dans l'antre du baron von Klaus et la tue dans d'atroces supplices. L'étau se resserre sur Ludwig, le journaliste suggère à sa fiancée Karine de l'emmener loin du village. Le tueur s'enfuit avec elle, mais s’arrête en pleine route, près des marais où a péri son aïeul, et tente de la tuer. La police et Max interviennent, ce dernier est grièvement blessé et Ludwig disparaît dans les marais mouvants.

## Fiche technique
- Titre original : La mano de un hombre muerto
- Titre français : Le Sadique Baron Von Klaus
- Réalisateur : Jesús Franco (crédité comme Jess Frank)
- Scénario :  Jesús Franco, Pío Ballesteros, Juan Cobos et Gonzalo Sebastián de Erice, d'après le roman non publié La Main d'un homme mort de Jesús Franco (sous le pseudonyme David Kühne)
- Montage : Ángel Serrano
- Musique : Daniel White (crédité comme Daniel J. White) et Jesús Franco
- Photographie : Godofredo Pacheco
- Production : José López-Brea et Jesús Franco
- Société de production : Albatros C.P.C.
- Sociétés de distribution : Eurocineac, Hispamex Films, Image Entertainment, PFA Films et Redemption
- Pays d'origine :  Espagne
- Langue originale : espagnol
- Format : Noir et blanc
- Genre : épouvante
- Durée : 95 minutes
- Dates de sortie
  -  Espagne : 1962
  -  France : 11 septembre 1963

## Distribution
- Howard Vernon : Max von Klaus
- Hugo Blanco : Ludwig von Klaus
- Fernando Delgado : Karl Steiner, le journaliste
- Paula Martel : Karine, la fiancée de Ludwig
- Georges Rollin : Inspecteur Borowsky
- Gogó Rojo : Margaret
- Ana Castor : Lida
- Serafín García Vázquez : Ángel
- Ángel Menéndez : Dr. Kallman
- María Francés : Elisa von Klaus
- Manuel Alexandre : Theo
- Turia Nelson : Dorian Vincet
- José Luis Coll : un résident de l'hôtel
- Miguel Madrid : Fritz
- José Bastida
- Joaquín Pamplona : l'éditeur de Steiner
- Dina Loy
- Emilio Alonso : un sergent de police
- José Carlos Arévalo : Helmund
- Rosa Mayén
- Carmen Mora
- Manuela Castro

## Autour du film
- Bien que le film se déroule en Suisse, le film montre au début deux plans insérés représentants deux vues très reconnaissables de la ville de Versailles (la place Hoche et la rue Georges Clemenceau).
- La séquence de nu frontal dans la cave secrète que l'on peut voir sur des photogrammes est longtemps restée inédite dans de nombreux pays. Certaines éditions bluray récentes l'ont réintégrée au montage.
- Ce sont les mains du compositeur Daniel White que l'on voit jouer au piano pendant le générique du début.
- Dix ans après ce film, Jesús Franco avait commencé à en tirer un remake en tant que giallo avant que les producteurs n'exigent que le montage en soit considérablement modifié pour devenir le film de vampires La Fille de Dracula (1972). Plusieurs séquences restent néanmoins directement inspirées par Le Sadique Baron von Klaus.